# 榛原総合病院
榛原総合病院（はいばらそうごうびょういん、英語名称：Haibara General Hospital）は、静岡県牧之原市に所在する榛原総合病院組合が運営する組合立の医療機関。榛原総合病院組合は牧之原市と榛原郡吉田町の1市1町によって構成され、その指定管理者として一般社団法人徳洲会が管理・運営する総合病院である。

## 診療科
- 内科
- 呼吸器科
- 消化器科
- 循環器科
- 脳神経外科
- 小児科
- 精神科(入院・外来停止中)
- 眼科
- 整形外科
- 呼吸器外科
- 形成外科
- 産婦人科
- 皮膚科
- 神経科
- 外科
- 放射線診断・治療科
- 耳鼻咽喉科
- 泌尿器科
- 麻酔科
- 歯科口腔外科
- 矯正歯科

## 特徴
- 市町村合併の進行により、近隣では唯一の組合による病院となった。
- 2006年（平成18年）3月25日に病院の改装が完了したが、それまでは長年にわたり改装を行っていた。新しい病院の建物は近代的なデザインになっている。
- クレジットカードが使用できる。但し、クレジットカードによる支払いの場合自動支払機が利用できないので、窓口での支払いとなる。

## 歴史
- 1954年（昭和29年） - 国民健康保険共立榛原病院として開院（43床）[5]。
- 1977年（昭和52年） - 当時の榛原町、相良町、御前崎町、吉田町で榛原総合病院組合を設立し、榛原総合病院が開院[5]。
- 2004年（平成16年） - 市町村合併により旧御前崎町が榛原総合病院組合から脱退[5]。
- 2005年（平成17年） - 榛原町と相良町が合併し牧之原市となる。
- 2006年（平成18年） - 新病院としてフルオープン[5]。

## 各種機関指定
- 臨床研修指定病院（単独型・協力型）
- 救急告示病院（二次救急病院）
- マンモグラフィ検診施設画像認定施設
- 周産期医療施設オープン病院化モデル事業対象病院
- 歯科医師臨床研修施設（単独型）
- 難病医療協力病院
- 志太榛原地域リハビリテーション支援センター
- 産科救急受入医療機関

## 学会等研修施設
- 日本内科学会認定医制度教育関連病院
- 日本呼吸器学会認定施設
- 日本循環器学会認定循環器専門医研修施設
- 日本外科学会外科専門医制度修練施設
- 日本呼吸器外科学会指導医制度関連施設
- 呼吸器外科専門医認定機構関連施設
- 日本胸部外科学会外科専門医認定制度関連施設
- 日本消化器外科学会専門医制度専門医修練施設
- 日本整形外科学会専門医制度研修施設
- 日本形成外科学会認定施設
- 日本皮膚科学会認定専門医研修施設
- 日本眼科学会専門医制度研修施設
- 日本泌尿器科学会専門医教育関連施設
- 日本透析医学会認定医制度教育関連施設
- 日本病理学会登録施設
- 日本呼吸器内視鏡学会専門医制度認定施設
- 日本産科婦人科学会専門医制度卒後研修指導施設
- 婦人科悪性腫瘍化学療法研究機構登録参加施設
- 日本静脈経腸栄養学会認定NST稼働施設
- 日本栄養療法推進協議会NST稼働施設
- 日本医学放射線学会放射線科専門医修練協力機関
- 日本精神神経学会精神科専門医制度研修施設
- 日本周産期・新生児医学会暫定研修施設
- 日本口腔外科学会専門医制度研修施設

## 交通アクセス
- しずてつジャストライン「榛原総合病院」停留所、「根松牧之原警察署入口」停留所 徒歩5分